# Felsinschrift von Kaisaran
Die Felsinschrift von Kaisaran (Kaissaran) liegt im Gebirge östlich des Keşiş Gölü oberhalb des Dorfes Kaisaran in der türkischen Provinz Van „auf einer unzugänglichen natürlichen Felsenburg“. Das Dorf liegt nach Lehmann-Haupt in der Ufer-Ebene des Keşiş Gölü in 2780 m Höhe und war von Kurden bewohnt.

## Forschungsgeschichte

Felsinschrift von Kaissaran, Abschrift durch Lehmann-Haupt

Lehmann-Haupt entdeckte die Inschrift 1898/99 durch Zufall, als er den Keşiş-Gölü aufsuchte, um die Stele von Toni zu besichtigen. Die osmanischen Soldaten seines Begleitschutzes berichteten ihm von Keilinschriften in Ermanes und Kaissaran, Lehmann-Haupt schenkte ihnen zunächst jedoch wenig Glauben, nur wegen der Beharrlichkeit eines Zaptieh-Unteroffiziers besuchte er schließlich Kaissaran.
Das kurdische Dorf Kaissaran liegt nach Angaben Lehmann-Haupts am östlichen Ende der See-Ebene, etwas oberhalb derselben. Kurz oberhalb des Dorfes befanden sich einige in den Fels gemeißelte Kreuze. Die Inschrift liegt ca. 300 m oberhalb des Dorfes, auf einer weiten Bergwiese, die von einzelnen Felsspitzen aus Marmorkalk umgeben ist und gutes Weideland darstellt. Die dreizeilige Inschrift ist auf einer geglätteten Fläche auf der Nordostseite einer dieser Felsspitzen angebracht. Auch andere Felsspitzen zeigten „Spuren der charakteristischen chaldischen Bearbeitungsart.“, also wohl einer Burganlage. Die Inschrift ist 10,5 cm hoch und ca. 10 cm lang. Von dem Felsen mit der Inschrift aus sind sowohl der Keşiş-Göl als auch der Vansee im Westen und seine Inseln sichtbar.
Lehmann-Haupt fertigte einen Abklatsch und eine Umschrift an.

## Inschrift
Die Inschrift ist 0,5 m lang und gut erhalten. Ungewöhnlicherweise ist kein  Königsname angegeben. Daraus schloss Lehmann-Haupt, dass sie aus der Zeit nach dem Ende des urartäischen Reiches stamme. Salvini will die Inschrift Rusā Erimenaḫi zuweisen, der den Keşiş Gölü (Rusa-See) anlegen ließ. Die Inschrift erwähnt eine Ḫaldi-Stadt (d ḫal-di-ni-i URU-i-e).

## Deutung
Lehmann-Haupt war überzeugt, dass die Inschrift zu einer Zeit entstand, „als die Chalder sich bereits vor dem Eindringen der indogermanischen Armenier in die Berge zurückgezogen hatten und keinen eigenen König mehr dienstbar waren.“ Felix Bagel dagegen nahm an, dass die Inschrift auf einen der Techniker zurückgehe, der das Staubecken im Keşiş-Göl errichtete. Salvini halt sie für eine Schreiber-Übung. Wegen einer lexikalischen Übereinstimmung mit der Stele vom Keşiş-Göl (a-ú-di) auf die schon Lehmann-Haupt hinwies, will er sie in die Zeit von Rusā Erimenaḫi stellen, der den Keşiş-Gölü (Rusa-See) anlegen ließ.

## Konkordanz
| Autor         | Kürzel | Nummer        |
| ------------- | ------ | ------------- |
| Lehmann-Haupt | CICh   | 168 (Taf. 41) |
| König         | HchI   | 79            |
| Melikisvili   | UKN    | 301           |
| Artjunjan     | KUKN   | 482           |
| Salvini 2008  | –      | A 14-4        |